# Lista orașelor și comunelor din Baden-Württemberg
In landul federal Baden-Württemberg sunt:
- 1 108 de localități (2007) din care sunt:
- 311 orașe
  - 9 districte urbane
  - 89 orașe districte
  - 797 orașe și comune

## districte urbane
1. Baden-Baden
2. Freiburg im Breisgau
3. Heidelberg
4. Heilbronn
5. Karlsruhe
6. Mannheim
7. Pforzheim
8. Stuttgart (Capitala Landului)
9. Ulm

## orașe districte
| 1. Aalen 2. Achern 3. Albstadt 4. Backnang 5. Bad Mergentheim 6. Bad Rappenau 7. Balingen 8. Biberach an der Riß 9. Bietigheim-Bissingen 10. Böblingen 11. Bretten 12. Bruchsal 13. Bühl 14. Calw 15. Crailsheim 16. Ditzingen 17. Donaueschingen 18. Ehingen (Donau) 19. Ellwangen (Jagst) 20. Emmendingen 21. Eppingen 22. Esslingen am Neckar 23. Ettlingen 24. Fellbach 25. Filderstadt 26. Freudenstadt 27. Friedrichshafen 28. Gaggenau 29. Geislingen an der Steige 30. Giengen an der Brenz | 1. Göppingen 2. Heidenheim an der Brenz 3. Herrenberg 4. Hockenheim 5. Horb am Neckar 6. Kehl 7. Kirchheim unter Teck 8. Konstanz 9. Kornwestheim 10. Lahr/Schwarzwald 11. Leimen 12. Leinfelden-Echterdingen 13. Leonberg 14. Leutkirch im Allgäu 15. Lörrach 16. Ludwigsburg 17. Metzingen 18. Mosbach 19. Mühlacker 20. Nagold 21. Neckarsulm 22. Nürtingen 23. Oberkirch 24. Offenburg 25. Öhringen 26. Ostfildern 27. Radolfzell am Bodensee 28. Rastatt 29. Ravensburg 30. Remseck am Neckar | 1. Reutlingen 2. Rheinfelden (Baden) 3. Rheinstetten 4. Rottenburg am Neckar 5. Rottweil 6. Schorndorf 7. Schramberg 8. Schwäbisch Gmünd 9. Schwäbisch Hall 10. Schwetzingen 11. Sindelfingen 12. Singen (Hohentwiel) 13. Sinsheim 14. Stutensee 15. Tübingen 16. Tuttlingen 17. Überlingen 18. Vaihingen an der Enz 19. Villingen-Schwenningen 20. Waiblingen 21. Waldshut-Tiengen 22. Wangen im Allgäu 23. Weil am Rhein 24. Weingarten 25. Weinheim 26. Weinstadt 27. Wertheim 28. Wiesloch 29. Winnenden |

## orașe și comune
| - Aach - Aalen - Abstatt - Abtsgmünd - Achberg - Achern - Achstetten - Adelberg - Adelmannsfelden - Adelsheim - Affalterbach - Aglasterhausen - Ahorn - Aichelberg - Aichhalden - Aichstetten - Aichtal - Aichwald - Aidlingen - Aitern | - Aitrach - Albbruck - Albershausen - Albstadt - Aldingen - Alfdorf - Allensbach - Alleshausen - Allmannsweiler - Allmendingen - Allmersbach im Tal - Alpirsbach - Altbach - Altdorf (Lkr. Böblingen) - Altdorf (Lkr. Esslingen) - Altenriet - Altensteig - Altheim (Alb) - Altheim (Alb-Donau-Kreis) - Altheim (Lkr. Biberach) | - Althengstett - Althütte - Altlußheim - Altshausen - Ammerbuch - Amstetten - Amtzell - Angelbachtal - Appenweier - Argenbühl - Aspach - Asperg - Assamstadt - Asselfingen - Attenweiler - Au (Breisgau) - Au am Rhein - Auenwald - Auggen - Aulendorf |

## B
| - Backnang - Bad Bellingen - Bad Boll - Bad Buchau - Bad Ditzenbach - Bad Dürrheim - Baden-Baden - Badenweiler - Bad Friedrichshall - Bad Herrenalb - Bad Krozingen - Bad Liebenzell - Bad Mergentheim - Bad Peterstal-Griesbach - Bad Rappenau - Bad Rippoldsau-Schapbach - Bad Säckingen - Bad Saulgau - Bad Schönborn - Bad Schussenried - Bad Teinach-Zavelstein - Bad Überkingen - Bad Urach - Bad Waldsee - Bad Wildbad - Bad Wimpfen - Bad Wurzach - Bahlingen am Kaiserstuhl - Baienfurt - Baiersbronn - Baindt - Balgheim - Balingen - Ballendorf - Ballrechten-Dottingen - Baltmannsweiler - Balzheim - Bammental - Bärenthal - Bartholomä | - Beilstein - Beimerstetten - Bempflingen - Benningen am Neckar - Berg - Bergatreute - Berghaupten - Berghülen - Berglen - Berkheim - Bermatingen - Bernau im Schwarzwald - Bernstadt - Besigheim - Betzenweiler - Beuren - Beuron - Biberach (Baden) - Biberach an der Riß - Biederbach - Bietigheim (Baden) - Bietigheim-Bissingen - Billigheim - Binau - Bingen - Binzen - Birenbach - Birkenfeld - Bischweier - Bisingen - Bissingen an der Teck - Bitz - Blaubeuren - Blaufelden - Blaustein - Blumberg - Böbingen an der Rems - Böblingen - Bodelshausen - Bodman-Ludwigshafen | - Bodnegg - Böhmenkirch - Böllen - Bollschweil - Boms - Bondorf - Bonndorf im Schwarzwald - Bönnigheim - Bopfingen - Börslingen - Börtlingen - Bösingen - Böttingen - Bötzingen - Boxberg - Brackenheim - Bräunlingen - Braunsbach - Breisach am Rhein - Breitingen - Breitnau - Bretten - Bretzfeld - Brigachtal - Bruchsal - Brühl - Bubsheim - Buchen (Odenwald) - Buchenbach - Buchheim - Buggingen - Bühl - Bühlertal - Bühlertann - Bühlerzell - Bürchau - Burgrieden - Burgstetten - Burladingen - Büsingen am Hochrhein |

## C
| - Calw - Cleebronn | - Crailsheim | - Creglingen |

## D
| - Dachsberg (Südschwarzwald) - Daisendorf - Dauchingen - Dautmergen - Deckenpfronn - Deggenhausertal - Deggingen - Deilingen - Deißlingen - Deizisau - Denkendorf - Denkingen - Denzlingen - Dettenhausen - Dettenheim - Dettighofen | - Dettingen an der Erms - Dettingen an der Iller - Dettingen unter Teck - Dielheim - Dietenheim - Dietingen - Dischingen - Ditzingen - Dobel - Dogern - Donaueschingen - Donzdorf - Dormettingen - Dornhan - Dornstadt | - Dornstetten - Dörzbach - Dossenheim - Dotternhausen - Drackenstein - Dunningen - Durbach - Dürbheim - Durchhausen - Durlangen - Dürmentingen - Durmersheim - Dürnau (Lkr. Göppingen) - Dürnau (Lkr. Biberach) - Dußlingen |

## E
| - Ebenweiler - Eberbach - Eberdingen - Eberhardzell - Ebersbach an der Fils - Ebersbach-Musbach - Eberstadt - Ebhausen - Ebringen - Edingen-Neckarhausen - Efringen-Kirchen - Egenhausen - Egesheim - Eggenstein-Leopoldshafen - Eggingen - Ehingen (Donau) - Ehningen - Ehrenkirchen - Eichstegen - Eichstetten am Kaiserstuhl - Eigeltingen - Eimeldingen | - Eisenbach (Hochschwarzwald) - Eisingen - Eislingen/Fils - Elbenschwand - Elchesheim-Illingen - Ellenberg - Ellhofen - Ellwangen (Jagst) - Elzach - Elztal - Emeringen - Emerkingen - Emmendingen - Emmingen-Liptingen - Empfingen - Endingen am Kaiserstuhl - Engelsbrand - Engen - Engstingen - Eningen unter Achalm - Enzklösterle - Epfenbach | - Epfendorf - Eppelheim - Eppingen - Erbach - Erdmannhausen - Eriskirch - Erkenbrechtsweiler - Erlenbach - Erlenmoos - Erligheim - Erolzheim - Ertingen - Eschach - Eschbach - Eschbronn - Eschelbronn - Eschenbach - Essingen - Esslingen am Neckar - Ettenheim - Ettlingen - Eutingen im Gäu |

## F
| - Fahrenbach - Feldberg (Schwarzwald) - Fellbach - Fichtenau - Fichtenberg - Filderstadt - Fischerbach - Fischingen - Flein - Fleischwangen - Fluorn-Winzeln | - Forbach - Forchheim - Forchtenberg - Forst - Frankenhardt - Freiamt - Freiberg am Neckar - Freiburg im Breisgau - Freudenberg - Freudenstadt - Freudental | - Frickenhausen - Frickingen - Fridingen an der Donau - Friedenweiler - Friedrichshafen - Friesenheim - Friolzheim - Frittlingen - Fröhnd - Fronreute - Furtwangen im Schwarzwald |

## G
| - Gaggenau - Gaiberg - Gaienhofen - Gaildorf - Gailingen am Hochrhein - Gammelshausen - Gammertingen - Gärtringen - Gäufelden - Gechingen - Geisingen - Geislingen (b. Balingen) - Geislingen an der Steige - Gemmingen - Gemmrigheim - Gengenbach - Gerabronn - Gerlingen - Gernsbach - Gerstetten | - Giengen an der Brenz - Gingen an der Fils - Glatten - Glottertal - Göggingen - Gomadingen - Gomaringen - Gondelsheim - Göppingen - Görwihl - Gosheim - Gottenheim - Gottmadingen - Graben-Neudorf - Grabenstetten - Grafenau - Grafenberg - Grafenhausen - Grenzach-Wyhlen - Griesingen | - Grömbach - Großbettlingen - Großbottwar - Grosselfingen - Großerlach - Großrinderfeld - Gruibingen - Grundsheim - Grünkraut - Grünsfeld - Gschwend - Guggenhausen - Güglingen - Gundelfingen - Gundelsheim - Gunningen - Gutach im Breisgau - Gutach (Schwarzwaldbahn) - Gütenbach - Gutenzell-Hürbel |

## H
| - Häg-Ehrsberg - Hagnau am Bodensee - Haigerloch - Haiterbach - Hambrücken - Hardheim - Hardt - Hardthausen am Kocher - Hartheim - Hasel - Haslach im Kinzigtal - Haßmersheim - Hattenhofen - Hausach - Hausen am Bussen - Hausen am Tann - Hausen im Wiesental - Hausen ob Verena - Häusern - Hayingen - Hechingen - Heddesbach - Heddesheim - Heidelberg - Heidenheim an der Brenz - Heilbronn - Heiligenberg | - Heiligkreuzsteinach - Heimsheim - Heiningen - Heitersheim - Helmstadt-Bargen - Hemmingen - Hemsbach - Herbertingen - Herbolzheim - Herbrechtingen - Herdwangen-Schönach - Hermaringen - Heroldstatt - Herrenberg - Herrischried - Hessigheim - Hettingen - Heubach - Heuchlingen - Heuweiler - Hildrizhausen - Hilzingen - Hinterzarten - Hirrlingen - Hirschberg an der Bergstraße - Hochdorf (Lkr. Esslingen) | - Hochdorf (Lkr. Biberach) - Höchenschwand - Hockenheim - Höfen an der Enz - Hofstetten - Hohberg - Hohenfels - Hohenstadt - Hohenstein - Hohentengen - Hohentengen am Hochrhein - Holzgerlingen - Holzkirch - Holzmaden - Höpfingen - Horb am Neckar - Horben - Horgenzell - Hornberg - Hoßkirch - Hüffenhardt - Hüfingen - Hügelsheim - Hülben - Hüttisheim - Hüttlingen |

## I
| - Ibach - Iffezheim - Igersheim - Iggingen - Ihringen - Illerkirchberg - Illerrieden - Illingen | - Illmensee - Ilsfeld - Ilshofen - Ilvesheim - Immendingen - Immenstaad am Bodensee - Ingelfingen - Ingersheim | - Ingoldingen - Inzigkofen - Inzlingen - Irndorf - Isny im Allgäu - Ispringen - Ittlingen |

## J
| - Jagsthausen - Jagstzell | - Jestetten - Jettingen | - Jungingen |

## K
| - Kaisersbach - Kämpfelbach - Kandern - Kanzach - Kappel-Grafenhausen - Kappelrodeck - Karlsbad - Karlsdorf-Neuthard - Karlsruhe - Kehl - Keltern - Kenzingen - Kernen im Remstal - Ketsch - Kieselbronn - Kippenheim - Kirchardt - Kirchberg an der Iller - Kirchberg an der Jagst | - Kirchberg an der Murr - Kirchdorf an der Iller - Kirchentellinsfurt - Kirchheim am Neckar - Kirchheim am Ries - Kirchheim unter Teck - Kirchzarten - Kißlegg - Klettgau - Knittlingen - Kohlberg - Kolbingen - Köngen - Königheim - Königsbach-Stein - Königsbronn - Königseggwald - Königsfeld im Schwarzwald - Königsheim | - Konstanz - Korb - Korntal-Münchingen - Kornwestheim - Kraichtal - Krauchenwies - Krautheim - Kreßberg - Kressbronn am Bodensee - Kronau - Kuchen - Külsheim - Künzelsau - Kupferzell - Kuppenheim - Kürnbach - Küssaberg - Kusterdingen |

## L
| - Ladenburg - Lahr/Schwarzwald - Laichingen - Langenargen - Langenau - Langenbrettach - Langenburg - Langenenslingen - Lauchheim - Lauchringen - Lauda-Königshofen - Laudenbach - Lauf - Laufenburg (Baden) - Lauffen am Neckar - Laupheim | - Lautenbach - Lauterach - Lauterbach - Lauterstein - Lehrensteinsfeld - Leibertingen - Leimen - Leinfelden-Echterdingen - Leingarten - Leinzell - Lenningen - Lenzkirch - Leonberg - Leutenbach - Leutkirch im Allgäu - Lichtenau | - Lichtenstein - Lichtenwald - Limbach - Linkenheim-Hochstetten - Lobbach - Löchgau - Loffenau - Löffingen - Lonsee - Lorch - Lörrach - Loßburg - Lottstetten - Löwenstein - Ludwigsburg |

## M
| - Magstadt - Mahlberg - Mahlstetten - Mainhardt - Malsburg-Marzell - Malsch (Lkr. Karlsruhe) - Malsch (Rhein-Neckar-Kreis) - Malterdingen - Mannheim - Marbach am Neckar - March - Markdorf - Markgröningen - Marxzell - Maselheim - Massenbachhausen - Mauer - Maulbronn - Maulburg - Meckenbeuren - Meckesheim - Meersburg | - Mehrstetten - Meißenheim - Mengen - Merdingen - Merklingen - Merzhausen - Meßkirch - Meßstetten - Metzingen - Michelbach an der Bilz - Michelfeld - Mietingen - Mittelbiberach - Möckmühl - Mögglingen - Möglingen - Mönchweiler - Mönsheim - Moos - Moosburg - Mosbach | - Mössingen - Mötzingen - Mudau - Muggensturm - Mühlacker - Mühlenbach - Mühlhausen (Kraichgau) - Mühlhausen im Täle - Mühlhausen-Ehingen - Mühlheim an der Donau - Mühlingen - Mulfingen - Müllheim - Mundelsheim - Munderkingen - Münsingen - Münstertal/Schwarzwald - Murg - Murr - Murrhardt - Mutlangen |

## N
| - Nagold - Nattheim - Neckarbischofsheim - Neckargemünd - Neckargerach - Neckarsulm - Neckartailfingen - Neckartenzlingen - Neckarwestheim - Neckarzimmern - Neenstetten - Nehren - Neidenstein - Neidlingen - Nellingen - Nerenstetten - Neresheim | - Neubulach - Neudenau - Neuenbürg - Neuenburg am Rhein - Neuenstadt am Kocher - Neuenstein - Neuenweg - Neuffen - Neufra - Neuhausen (Enzkreis) - Neuhausen auf den Fildern - Neuhausen ob Eck - Neukirch - Neuler - Neulingen - Neulußheim | - Neunkirchen - Neuried - Neustetten - Neuweiler - Niedereschach - Niedernhall - Niederstetten - Niederstotzingen - Niefern-Öschelbronn - Nordheim - Nordrach - Notzingen - Nufringen - Nürtingen - Nusplingen - Nußloch |

## O
| - Oberboihingen - Oberderdingen - Oberdischingen - Obergröningen - Oberharmersbach - Oberhausen-Rheinhausen - Oberkirch - Oberkochen - Obermarchtal - Oberndorf am Neckar - Obernheim - Oberreichenbach - Oberried - Oberriexingen - Oberrot - Obersontheim - Oberstadion - Oberstenfeld | - Obersulm - Oberteuringen - Oberwolfach - Obrigheim - Ochsenhausen - Oedheim - Offenau - Offenburg - Ofterdingen - Oftersheim - Oggelshausen - Ohlsbach - Ohmden - Öhningen - Öhringen - Ölbronn-Dürrn - Öllingen | - Öpfingen - Oppenau - Oppenweiler - Orsingen-Nenzingen - Ortenberg - Ostelsheim - Osterburken - Ostfildern - Ostrach - Östringen - Ötigheim - Ötisheim - Ottenbach - Ottenhöfen im Schwarzwald - Ottersweier - Owen - Owingen |

## P
| - Pfaffenhofen - Pfaffenweiler - Pfalzgrafenweiler - Pfedelbach - Pfinztal | - Pforzheim - Pfronstetten - Pfullendorf - Pfullingen - Philippsburg | - Plankstadt - Pleidelsheim - Pliezhausen - Plochingen - Plüderhausen |

## R
| - Radolfzell am Bodensee - Raich - Rainau - Rammingen - Rangendingen - Rastatt - Ratshausen - Rauenberg - Ravensburg - Ravenstein - Rechberghausen - Rechtenstein - Reichartshausen - Reichenau - Reichenbach an der Fils - Reichenbach am Heuberg - Reilingen - Remchingen - Remseck am Neckar | - Remshalden - Renchen - Renningen - Renquishausen - Reute - Reutlingen - Rheinau - Rheinfelden (Baden) - Rheinhausen - Rheinmünster - Rheinstetten - Rickenbach - Riederich - Riedhausen - Riedlingen - Riegel - Rielasingen-Worblingen - Riesbürg - Rietheim-Weilheim | - Ringsheim - Rohrdorf - Roigheim - Römerstein - Rosenberg (Baden) - Rosenberg (Württemberg) - Rosenfeld - Rosengarten - Rot am See - Rot an der Rot - Rottenacker - Rottenburg am Neckar - Rottweil - Rudersberg - Rümmingen - Ruppertshofen - Rust - Rutesheim |

## S
| - Sachsenheim - Salach - Salem - Sallneck - Sandhausen - Sasbach (Ortenau) - Sasbach am Kaiserstuhl - Sasbachwalden - Satteldorf - Sauldorf - Schallbach - Schallstadt - Schechingen - Scheer - Schefflenz - Schelklingen - Schemmerhofen - Schenkenzell - Schiltach - Schlaitdorf - Schlat - Schliengen - Schlier - Schlierbach - Schluchsee - Schnürpflingen - Schömberg (b. Balingen) - Schömberg (Lkr. Calw) - Schonach im Schwarzwald - Schönaich - Schönau (Odenwald) - Schönau im Schwarzwald - Schönbrunn - Schönenberg - Schöntal - Schönwald im Schwarzwald - Schopfheim - Schopfloch - Schorndorf | - Schramberg - Schriesheim - Schrozberg - Schuttertal - Schutterwald - Schwäbisch Gmünd - Schwäbisch Hall - Schwaigern - Schwaikheim - Schwanau - Schwarzach - Schwendi - Schwenningen - Schwetzingen - Schwieberdingen - Schwörstadt - Seckach - Seebach - Seekirch - Seelbach - Seewald - Seitingen-Oberflacht - Sersheim - Setzingen - Sexau - Siegelsbach - Sigmaringen - Sigmaringendorf - Simmersfeld - Simmozheim - Simonswald - Sindelfingen - Singen (Hohentwiel) - Sinsheim - Sinzheim - Sipplingen - Sölden - Sonnenbühl - Sontheim an der Brenz | - Spaichingen - Spechbach - Spiegelberg - Spraitbach - St. Blasien - St. Georgen im Schwarzwald - St. Johann - St. Leon-Rot - St. Märgen - St. Peter - Staig - Starzach - Staufen im Breisgau - Stegen - Steinach - Steinen - Steinenbronn - Steinhausen an der Rottum - Steinheim am Albuch - Steinheim an der Murr - Steinmauern - Steißlingen - Sternenfels - Stetten (Bodenseekreis) - Stetten am kalten Markt - Stimpfach - Stockach - Stödtlen - Straßberg - Straubenhardt - Stühlingen - Stutensee - Stuttgart (Landeshauptstadt) - Sulz am Neckar - Sulzbach an der Murr - Sulzbach-Laufen - Sulzburg - Sulzfeld - Süßen |

## T
| - Täferrot - Talheim (Lkr. Heilbronn) - Talheim (Lkr. Tuttlingen) - Tamm - Tannhausen - Tannheim - Tauberbischofsheim - Tegernau | - Tengen - Teningen - Tettnang - Tiefenbach - Tiefenbronn - Titisee-Neustadt - Todtmoos - Todtnau | - Triberg im Schwarzwald - Trochtelfingen - Trossingen - Tübingen - Tunau - Tuningen - Tuttlingen |

## U
| - Überlingen - Ubstadt-Weiher - Uhingen - Uhldingen-Mühlhofen - Ühlingen-Birkendorf - Ulm - Umkirch - Ummendorf | - Unlingen - Untereisesheim - Unterensingen - Untergruppenbach - Unterkirnach - Untermarchtal - Untermünkheim - Unterreichenbach | - Unterschneidheim - Unterstadion - Unterwachingen - Unterwaldhausen - Urbach - Uttenweiler - Utzenfeld |

## V
| - Vaihingen an der Enz - Vellberg - Veringenstadt - Villingendorf | - Villingen-Schwenningen - Vogt - Vogtsburg im Kaiserstuhl - Vöhrenbach | - Vöhringen - Volkertshausen - Vörstetten |

## W
| - Waghäusel - Waiblingen - Waibstadt - Wain - Wald - Waldachtal - Waldbronn - Waldbrunn - Waldburg - Walddorfhäslach - Waldenbuch - Waldenburg - Waldkirch - Waldshut-Tiengen - Waldstetten - Walheim - Walldorf - Walldürn - Wallhausen - Walzbachtal - Wangen (b. Göppingen) - Wangen im Allgäu - Wannweil - Warthausen - Wäschenbeuren - Wehingen - Wehr - Weidenstetten - Weikersheim - Weil am Rhein | - Weil der Stadt - Weil im Schönbuch - Weilen unter den Rinnen - Weilheim (Baden) - Weilheim an der Teck - Weingarten (Baden) - Weingarten - Weinheim - Weinsberg - Weinstadt - Weisenbach - Weissach (Lkr. Böblingen) - Weissach im Tal - Weißbach - Weisweil - Wellendingen - Welzheim - Wembach - Wendlingen am Neckar - Wernau (Neckar) - Werbach - Wertheim - Westerheim - Westerstetten - Westhausen - Widdern - Wieden - Wiernsheim - Wies | - Wiesenbach - Wiesensteig - Wieslet - Wiesloch - Wildberg - Wilhelmsdorf - Wilhelmsfeld - Willstätt - Wimsheim - Winden im Elztal - Winnenden - Winterbach - Winterlingen - Wittighausen - Wittlingen - Wittnau - Wolfach - Wolfegg - Wolfschlugen - Wolpertshausen - Wolpertswende - Wörnersberg - Wört - Wurmberg - Wurmlingen - Wüstenrot - Wutach - Wutöschingen - Wyhl am Kaiserstuhl |

## Z
| - Zaberfeld - Zaisenhausen - Zell am Harmersbach - Zell im Wiesental | - Zell unter Aichelberg - Zimmern ob Rottweil - Zimmern unter der Burg - Zuzenhausen | - Zweiflingen - Zwiefalten - Zwingenberg |